# Lexus
Lexus (транскр. Лексус) је јапански произвођач луксузних аутомобила, огранак компаније Тојота. Бренд је први пут представљен америчком тржишту 1989. године, а данас се продаје у преко 70 земаља. Основан је са циљем да освоји америчко тржиште луксузних аутомобила. До данас је остао један од најпрестижнијих произвођача луксузних аутомобила, софистицираног дизајна, скупих материјала и врхунске технологије.

## Историјат
Почетак стварања Лексуса почиње августа 1983. године када председник Тојоте Еиџи Тојода одобрава производњу Ф1 (Flagship), модел који је био намењен самом врху луксузних аутомобила у свету. Пројекат није имао буџет или време до када је требало да се нађе на тржишту, нити је требало делити платформу и делове са Тојотиним аутомобилима. 1985. године је представљен први концепт аутомобил, на којем је радило преко 3.900 људи. Током развоја направљено је 450 прототипова и 900 мотора, који су вожени у свим временским приликама. Дизајнери су ишли толико далеко да су изнајмљивали куће и живели у Калифорнији, анализирајући навике богатих потрошача и њихов начин живота.
Након шест година развоја и потрошених милијарду долара за развој, Лексус ЛС 400 је одобрен. Први пут је представљен на Сајму аутомобила у Детроиту јануара 1989. године. Осам месеци касније се појавио на америчком тржишту, а у Европи 1990. године. Касније се појављује ЕС 250 (ES 250) као јефтинија опција. На јапанском тржишту ЛС 400 се продавао као Toyota Celsior. ЛС 400 је био велики успех за Тојоту, а конкурентном Мерцедесу и BMW-у је направио велики проблем. Од немачких ривала је био лакши, бржи, тиши и економичнији. ЛС 400 је остао познат по чувеној ТВ реклами, у којој је на његовој хауби сложена кула од стаклених чаша, а затим је мотор упаљен и на ваљцима симулирана брза вожња, а да 15 чаша од шампањца нису ни мрднуле.
Лексус је током првих година продаје постао најпродаванији луксузни аутомобил у Америци. Ствари су се добро развијале па су 1991. године пуштена у продају два нова модела, СЦ 400 (SC 400) купе и ЕС 300 (ES 300) лимузина, која је убрзо постала најпродаванија у овој компанији. 1996. године улази и на тржиште спортских аутомобила са моделом LX 450, базираном на Тојоти Ланд Крузер 100. Две године касније уследио је RX, најпродаванији кросовер базиран на Тојоти Камрију. Током наредних година даљи технолошки напредак, као што је увођење Lexus Hibrid Drive система, резултирао је још већим растом продаје.
Крајем 2015. године Лексус је покренуо производњу возила у САД, први пут након 26 година присуства на америчком тржишту, с обзиром на то да су се аутомобили увозили из Јапана. Тојота је уложила 360 милиона долара у погон за производњу Лексусових возила, који се одвија у граду Џорџтауну у савезној држави Кентаки. Прво возило које је сишло са погона у фабрици је Лексус ES 350.

## Назив
1986. године Тојотина дугугодишња рекламна агенција Saatchi & Saatchi формира посебан тим са циљем да одредити нови назив бренда. Консултантска фирма Lippincott & Margulies је ангажована да сачини листу од 219 потенцијалних назива. Као главни кандидати су изабрани Vectre, Verone, Chaparel, Calibre и Alexis. Иако је Алексис убрзо постао фаворит, постојала је забринутост да се име не поистовети са злим ликом Алексис Колби из тада популарне серије Династија. Као резултат тога, уклоњено је прво слово, а слово и је замењено словом у. Етимологија имена Лексус је приписана комбинацији речи луксуз и елеганција.

## Модели

### Садашњи модели
- Лексус CT, компактни аутомобил
- Лексус IS, компактни аутомобил
- Лексус HS, компактни хибрид
- Лексус ES, аутомобил средње класе
- Лексус GS, аутомобил више средње класе
- Лексус LS, аутомобил високе класе
- Лексус RC, купе верзија IS-а
- Лексус NX, теренски аутомобил
- Лексус RX, теренски аутомобил
- Лексус GX, теренски аутомобил
- Лексус LX, теренски аутомобил

### Некадашњи модели
- Лексус LFA, спортски аутомобил
- Лексус SC, спортски купе аутомобил

## Галерија
- CT
- IS
- ES
- GS
- NX
- RX
- GX